# 데이비드 린드
데이비드 린디(영어: David Linde, 영어 발음: /ˈlɪndi/, 1960년 2월 8일 ~ )는 미국의 기업가, 영화 제작자로 현 파티시펀트 미디어 CEO이다.

## 작품 목록
- 로마 (2018)
- 이스케이프 런 (2016)
- 컨택트 (2016)
- 포레스트: 죽음의 숲 (2016)
- 디시에르토 (2015)
- 진링의 13소녀 (2011)
- 하우 투 딜 (2003)
- 데이 (2002)
- 스토리텔링 (2001)
- 이 투 마마 (2001)
- 왕은 살아있다 (2000)
- 라이드 위드 데블 (1999)
- 해피니스 (1998)